# 덴노초역
덴노초역(일본어: 天王町駅)은 일본 가나가와현 요코하마시 호도가야구에 위치한 사가미 철도 본선의 역이다. 역 번호는 SO04이다.

## 역 구조
상대식 승강장 2면 2선의 고가역이다. 개찰구는 요코하마 방향에 1개소 설치되어 있다. 개찰 내 대합실과 각 승강장을 연결하는 엘리베이터가 설치되어 있다. 2016년 7월 16일부터 하행 승강장에서 에스컬레이터가 사용 개시되었다.
역전 광장은 옛 유자 다리 자국이다.
당초에는 당역 ~ 호시카와 역간 연속 입체 교차 사업으로 섬식 승강장 1면 2선으로 변경될 예정이었지만, 계획 변경으로 인하여 공사 준공 후에도 상대식 승강장 2면 2선으로 유지되었다. 2017년 3월 5일에 옆의 호시카와 역의 하행 승강장 고가화로 인하여 하행선이 에비나 방향으로 이설되었다.

### 승강장
| 번호 | 노선 | 방향 | 행선                                        |
| ---- | ---- | ---- | ------------------------------------------- |
| 1    | 본선 | 하행 | 후타마타가와・야마토・에비나・쇼난다이 방면 |
| 2    | 본선 | 상행 | 요코하마 방면                               |

## 역 주변
본 역에서 호도가야역까지 도카이도 호도가야의 사적이 있다.
- 요코하마 비즈니스 파크
  - 요코하마 비즈니스 파크 내 우체국
- 고우후쿠지마쓰바라 상점가
- 고우후쿠지
- 요코하마 시 이와마 시민 플라자
- 요코하마 이와마 우체국
- 이온 덴노초점
- 마루에쓰 덴노초점
- 요코하마 신용 금고 호도가야 지점
- 르네상스 덴노초

## 역사
- 1930년 9월 10일: 영업 개시.
- 1945년 5월 29일: 요코하마 대공습으로 역사 소실.
- 1948년: 역사 재건.
- 1968년 3월 27일: 역사 고가화.

## 인접역
| 사가미 철도 본선                | 사가미 철도 본선 | 사가미 철도 본선          |
| ------------------------------- | ---------------- | ------------------------- |
| SO03 니시요코하마 요코하마 방면 | ■ 각역정차       | 호시카와 SO05 에비나 방면 |